# Dysoxylum parasiticum
Dysoxylum parasiticum là một loài thực vật có hoa trong họ Meliaceae. Loài này được (Osbeck) Kosterm. mô tả khoa học đầu tiên năm 1966.